# Putains de guerre
Pour plus de détails, voir Fiche technique et Distribution.
Putains de guerre est un film documentaire français, sorti en 2013, des réalisateurs Stéphane Benhamou et Sergio G. Mondelo. Il présente l'organisation systématique par les armées de plusieurs pays, de la prostitution à destination de leurs soldats, en temps de guerre comme en temps de paix.

## Synopsis
La phrase introductive du documentaire Putains de guerre est « Pour faire un bon soldat, il faut un uniforme, une arme et, autant que possible, une prostituée ». Ainsi, Putains de guerre présente notamment l'organisation par les armées de plusieurs pays, de la prostitution à destination de leurs soldats, en temps de guerre mais aussi en temps de paix. Plusieurs exemples à travers le monde sont mentionnés : en Indochine, au Vietnam, en Algérie, en Irak ou encore en Afghanistan.
L'armée française a mis en place des bordels militaires de campagne (BMC) pendant les guerres coloniales en Algérie et en Indochine. 
En Algérie l'organisation de la prostitution est sous l'autorité du service d'action psychologique de l'armée française qui doit assurer le moral des soldats et officiers. Les prostituées vivent au sein même des casernes dans un bâtiment spécifique. L'armée contrôle l'ensemble de l'organisation avec la mise en place de contrats de travail, du prix de la passe, de la durée de celle-ci (estimée à 10 minutes) et du nombre de clients par jour et par prostituée. Enfin le contrôle sanitaire de celles-ci est assuré, deux fois par mois, par un infirmier militaire. Les violences sont aussi évoquées, comme en janvier 1961 à Turenne actuelle ville de Sabra, où une prostituée algérienne mineure, est victime d'une hémorragie à la suite d'une perforation de l'utérus.
Les forces armées des États-Unis installent les Rest and Recreation, bases arrières de « distractions », pour leurs soldats. Ainsi en Thaïlande  le nombre de prostituées sera multiplié par vingt. 
En Bosnie, des investigateurs de la Force internationale ont été compromis dans un trafic de jeunes femmes venues des pays de l’Est, des policiers des Nations unies ont même soutiré de l'argent à des proxénètes.

## Accueil critique
Pour le journaliste Eloi Thiboud de l'hebdomadaire La Vie avec des « témoignages d'historiens et de spécialistes, ce documentaire instructif se nourrit de nombreuses images d'archives pertinentes. Glaçant ».

## Fiche technique
- Titre : Putains de guerre
- Réalisation : Stéphane Benhamou et Sergio G. Mondelo
- Intervenants : Christelle Taraud, Claudine Legardinier, Madeleine Rees, Celhia de Lavarène, Jacques Paul Klein, Kathryn Bolkovac, Gérard Zwang…[6].
- Production : Télécran
- Durée : 65 minutes
  - Documentaire diffusé sur France3 le 20 février 2013

## Autour du film
Le réalisateur de Putains de guerre, Stéphane Benhamou, indique que R.A.S. d'Yves Boisset est un des rares films qui montre la prostitution organisée en Algérie par l'armée française. Il note que les anciens d'Algérie n'en parlent pas et le ministère de la Défense n'a jamais répondu à ses demandes sur ce sujet.